# LP.8
LP.8 – trzeci album studyjny walijskiej kompozytorki Kelly Lee Owens, wydany nakładem wytwórni Smalltown Supersound, najpierw 29 kwietnia 2022 roku w Norwegii jako digital download, a później, 10 czerwca w Europie jako płyta winylowa.

## Album

### Historia
Zimą 2020 roku Owen przyjechała do Oslo, po tym jak z powodu pandemii COVID-19 musiała odwołać swoją światową trasę koncertową. Wspólnie z norweskim artystą Lasse Marhaugiem (znanym ze współpracy z zespołem Sunn O)))) rozpoczęła nagrywanie swojego kolejnego albumu. Wspomagali ich szefowie studia: Cherif Hashizume (współpracujący z Jonem Hopkinsem) i Beau Thomasa (współpracujący z Aphex Twinem). Muzykę Owens napisała oraz album wyprodukowała wspólnie z Marhaugiem, sama natomiast napisała teksty utworów oraz zaaranżowała je i nagrała. Wydawnictwo było częściowo zainspirowane ideami celtyckiego mistycyzmu i szeroką paletą dźwiękową autorstwa innych twórców, od Throbbing Gristle po Enyę. Opisywano je zarówno jako bardzo ludzkie, jak i industrialne. Owens natomiast stwierdziła „Dla mnie 8 oznaczało zakończenie – album, który będzie bez końca falował bezpośrednio ze mną”. Album nazwala „wyjątkiem” dla podkreślenia jego dźwiękowej zmiany w kierunku industrialnego brzmienia i dla odróżnienia go od drugiego albumu, utrzymanego w stylu klubowego techno-popu.
Pod koniec marca 2022 roku ukazały się dwa single, zapowiadające album: „Sonic 8” i „Olga”. 26 kwietnia. Na kilka dni przed premierą albumu, Owens opublikowała trzeci singiel, „One” wraz z wizualizacją. 

### Muzyka
Utwór „Release”, otwierający album, zbudowany jest na syntezatorowym, dudniącym podkładzie w stylu Throbbing Gristle, na tle którego Owens śpiewa transowo o ciałach, ruchu i uwolnieniu w rytm beatów. Kolejny utwór, „Voice”, inspirowany jest beatami w stylu Aphex Twina i ma równie minimalistyczny charakter, podczas gdy trzeci, „Anadlu”, jest próbą pójścia w kierunku ambientu. Jest to również najdłuższy utwór albumu, trwający osiem minut, ze słowami szeptanymi przez Owens w jej ojczystym języku: „anadlu allan” („wydech”). Utwór ten nawiązuje do Enyi, podobnie jak „Olga”, w którym wokaliza Owens oparta została na delikatnym, syntezatorowym podkładzie. Przedziela je „S.O (2)”, nowo nagrany remake utworu, który otwierał debiutancki album artystki. 

### Lista utworów
Lista według Discogs:
| 1. | Release    | 5:01  |
|    |            |       |
| 2. | Voice      | 3:07  |
|    |            |       |
| 3. | Anadlu     | 8:02  |
|    |            |       |
| 4. | S.O (2)    | 4:15  |
|    |            |       |
| 5. | Olga       | 3:02  |
|    |            |       |
| 6. | Nana Piano | 5:39  |
|    |            |       |
| 7. | Quickening | 5:20  |
|    |            |       |
| 8. | One        | 3:54  |
|    |            |       |
| 9. | Sonic 8    | 3:49  |
|    |            |       |
|    |            | 42:09 |
|    |            |       |
- Kelly Lee Owens – teksty i wokalizy, aranżacja, nagrywanie
- Kelly Lee Owens, Lasse Marhaug – muzyka, nagrywanie (oprócz „Nana Piano”)
- Kelly Lee Owens, Lasse Marhaug – produkcja
- Beau Thomas – mastering
- Cherif Hashizume – miksowanie
- Joke Leonare – design
- Josie Hall – zdjęcie

## Odbiór

### Opinie krytyków
| Oceny łączne         | Oceny łączne |
| Publikacja           | Ocena        |
| -------------------- | ------------ |
| Album of the Year    | 75/100       |
| AnyDecentMusic?      | 7.3/10       |
| Metacritic           | 77/100       |
| Recenzje             |              |
| Publikacja           | Ocena        |
| AllMusic             | [ 10 ]       |
| Beats Per Minute     | 72%          |
| Clash                | 7/10         |
| Exclaim!             | 7/10         |
| Gigwise              | [ 14 ]       |
| The Line of Best Fit | 7/10         |
| Mojo                 | [ 16 ]       |
| musicOMH             | [ 17 ]       |
| NME                  | [ 3 ]        |
| Paste                | 6.9/10       |
| Pitchfork            | 6.9/10       |
| Record Collector     | [ 20 ]       |
| The Skinny           | [ 21 ]       |
| Spectrum Culture     | 85%          |
| Sputnikmusic         | 3.5/5        |
| Uncut                | 9/10         |
| XS Noise             | 7/10         |

Album otrzymał średnią ocenę 75 na 100 na podstawie 17 recenzji krytycznych w zestawieniu Album of the Year, 7.3 na 10 na podstawie 18 recenzji w zestawieniu AnyDecentMusic? oraz 77 na 100 na podstawie 15 recenzji w podsumowaniu Metacritic.
Bardzo wysoko ocenił album Martin Piers z miesięcznika Uncut dając wydawnictwu 9 punktów z 10 możliwych: „Ten surowy i bezkompromisowy album jest jak dotąd najbardziej szczerym wyrazem prawdziwych umiejętności Kelly Lee Owen”.
Równie wysoką ocenę (9/10) wydawnictwo zyskało w oczach Rhysa Delany’ego z magazynu GIGWISE.com: „LP.8, choć sprawia wrażenie pewnego brzmieniowego odejścia, wciąż wydaje się być kompletnym albumem Kelly Lee Owens. Jeśli już, to album ten pozwolił Owens rozwinąć się jako artystce w najbardziej komplementarny sposób. Zamiast popadać w przesadę, Owens prześlizguje się przez wielkość. LP.8 to definitywny album roku”.
„LP.8 to kolejna mocna pozycja w skrupulatnej dyskografii Owens, która brzmi zarówno stylowo, jak i całkowicie osobiście” – dowodzi J Simpson ze Spectrum Culture precyzując: „Wystarczy wyobrazić sobie, co mogłoby być możliwe, gdybyśmy wszyscy korzystali z dostępnych nam narzędzi, aby wyrazić siebie w pełni i całkowicie, aby znaleźć podobnie myślących współpracowników i pokrewne duchy, aby zanurzyć się w najlepszych myślach, jakie ludzkość ma do zaoferowania”.
Zdaniem Bena Jolleya z magazynu NME w tym „odstającym” trzecim albumie walijska artystka buduje warstwy ambientowych dźwięków, aby stworzyć płytę, która pomimo swojej ciszy, czyni dużo hałasu”. Martyn Young z musicOMH zauważa, że „zmuszona do zrobienia czegoś innego z powodu okoliczności, Owens poszperała głęboko w swojej muzycznej duszy i sięgnęła do swoich najgłębszych twórczych kryteriów, aby nagrać niezwykłą płytę, będącą produktem odrębnego czasu i miejsca w historii”. Stephen Worthy z miesięcznika Mojo odnosi wrażenie, że LP.8 to „mroczne przepowiednie osadzone w eterycznej, hipnotycznej elektronice.
Według Paula Simpsona z AllMusic na LP.8 Owens „czerpie z różnych, pozornie sprzecznych mistycznych energii, tworząc muzykę, która rzuca wyzwanie i szokuje w takim samym stopniu, jak koi”.
„Po kilku bardzo osobistych tematach na delikatnym, wykwintnym Inner Song, Kelly Lee Owens zanurza się w abstrakcję na swoim najnowszym albumie, LP.8 – twierdzi Connor Duffey z Resident Advisor.
Kristy Sawyer z Beats Per Minute jest zdania, że „jeśli przestrzeń ma dźwięk, to Kelly Lee Owens wykorzystała go w swoim najnowszym albumie LP.8 (…) Płyta ta opowiada o opozycji: prześladuje, ale koi, odpycha, jednocześnie wciągając. Podczas słuchania ta nieokiełznana eksploracja dźwięku stanie się częścią twojej własnej dialektycznej podświadomości, a nie ścieżką dźwiękową na parkiecie. Musisz słuchać” – zachęca autorka.
Daniel Bromfield z Pitchforka zauważa, że „Twórczość Owens może być zimna i stalowa, ale pulsuje podskórnym nurtem duchowości. LP.8 podwaja oba te aspekty i znajduje sposoby, aby mogły działać w tandemie” Niskie tony są – jego zdaniem – przesadzone do tego stopnia, że każde uderzenie w bęben basowy lub sub-basowy ton rozmywa cały utwór postrząsajac nim. Natomiast w opinii Pata Kinga z magazynu Paste „mimo że LP.8 jest triumfem pod względem brzmienia, rozczarowujące jest słuchanie płyty, która sprawia wrażenie, jakby Owens była świadoma siebie, wiedząc o dostępności wydawnictw, które pojawiły się przed nią”.
Dafydd Jenkins z magazynu The Skinny dał albumowi tylko 2 gwiazdki (z pięciu) stwierdzając: „Nieumyślną zaletą LP.8 jest to, że z pewnością wydaje się on być pracą w toku, ze wszystkimi przywarami kamieniem milowym ku czemuś lepszemu, co jeszcze nie zostało zrealizowane – niestety, również po raz pierwszy Owens zabrzmiała jak ktoś inny niż ona”.

### Listy tygodniowe
| Kraj            | Lista                 | Pozycja |
| --------------- | --------------------- | ------- |
| Szkocja         | Scottish Albums Chart | 37      |
| Wielka Brytania | UK Independent Albums | 7       |